# Die 3 Z’widern
Die 3 Z’widern sind ein deutsches Musikertrio auf dem Gebiet der volkstümlichen Musik. Unter einem „Z’widerer“ versteht man im bayerischen Dialekt einen Griesgram, Miesling.

## Geschichte
Nach mehrjährigen Auftritten im bayerischen Raum unter verschiedenen Bezeichnungen, wie beispielsweise „Die Trachtler“ oder „De drei Boarisch’n“, gründete 1978 der Posaunist, Bassist und Sänger Hans Schuster (* 3. Juli 1948) bei einem Auftritt in Staudach bei Marquartstein das Trio Die 3 Z’widern. Die beiden anderen Mitglieder des Trios waren zunächst Georg „Schorsch“ Eder (* 25. April 1947, Gitarre und Gesang) und Helmut Patermann (* 19. August 1950; Akkordeon und Gesang). Eder verließ das Trio später und wurde durch Christian Tschaussnig (Gitarre und Gesang) ersetzt.
1982 produzierte das Trio seine erste Musikkassette in Eigenregie, die an Karl Moik geschickt wurde, der sie für den Musikantenstadl engagierte. Dies war der Beginn einer erfolgreichen Musikerkarriere. Das Trio absolvierte zahlreiche Fernseh- und Rundfunkauftritte und Tourneen im gesamten deutschsprachigen Raum sowie in Amerika, Südafrika, Ägypten, Taiwan, Oman, Griechenland und Kanada. Ferner spielte das Trio auf Kreuzfahrten im Mittelmeer und in der Karibik.
1987 bewarben sich Die 3 Z’widern mit „Die Herren vom Gesangverein“ beim Grand Prix der Volksmusik, doch ihr Lied erreichte nicht das Finale. Ebenso erging es ihnen mit „Telefon vom Titisee“ beim Grand Prix der Volksmusik 1988 und 1989 mit „Warum ist der Knödel rund?“ Dennoch wurde insbesondere der letztgenannte Titel einer ihrer größten Hits.
Ihr Repertoire reicht von Stubenmusik bis zum Schlager, vom Evergreen bis Rock ’n’ Roll. Bei ihren Auftritten bringen sie außer Musik auch lustige Wortbeiträge zu Gehör.

## Diskografie
- Die Kellnerin hat’s B’steck z’spät b’stellt (1988)
- Nur ned brumma (1993)
- Gstanzl’n und so … (1994)
- Musikant’n spuits auf (1995)
- Wir san kulinarisch narrisch (1995)
- Ihre größten Erfolge (1997)
- Die Alpensau (1997)
- Schau’n ma mal (2000)
- Der alte Holzmichl / Rot sind die Rosen (2004)
- Nur ned hudl’n (2005)
- A Weissblaue Gaudi
- Wia ma san, so samma
- Wenn ma drob’n im Himmel san (2009 – Single-CD)
- A wahnsinn’s G’fühl (2009 – Single-CD)